# 人民民主黨 (不丹)
人民民主黨（宗喀語：མི་སེར་དམངས་གཙོའི་ཚོགས་པ）是不丹政黨之一，同時也是2008年不丹政治進行政治改革後活躍的兩個政黨之一。

## 历史
於2007年3月24日由前不丹首相以及前農業部部長桑格·乃杜成立並且由其擔任創辦後首任主席，並且由策林·托傑擔任之後國民議會反對派領導人角色。2007年8月6日時人民民主黨正式向不丹政府提交了註冊申請，從而成為了不丹第一個進行登記作業的政黨。2007年9月1日時，人民民主黨隨即向不丹選舉委員會提名了預備參與2008年不丹國民議會選舉、共47個席次的候選人名單。然而在這次不丹政府舉辦的第一次選舉中，人民民主黨僅於不丹國民議會僅獲得2個席次，而另外一個同樣登記註冊的正式政黨不丹繁榮進步黨則贏得超過三分之二的選票並且獲得45個席次，甚至連擔任人民民主黨主席的桑格·乃杜亦沒有於自己選區中獲得當選。
之後政黨領袖則改交由策林·托傑接任，並且由其擔任第二任人民民主黨主席。
在2013年不丹國民議會選舉之中，人民民主黨則獲得54.88％的選票並且取得32個席次。和不丹繁榮進步黨相比，人民民主黨外交上更倾向印度。人民民主黨在2018年不丹國民議會選舉未能取得席次。

## 外部連結
- （英文） People's Democratic Party of Bhutan
- （英文） Tshering Tobgay's BlogTshering Tobgay's Blog（页面存档备份，存于）